# Hvanghe
Hvanghe (hangul: 황해도, Hvanghe-to, handzsa: 黃海道, RR: Hwanghae-to, ’sárga tenger’) 1948-ig az egységes ország része volt, majd Korea kettészakadása és a panmindzson (p'anmunjŏm)i fegyverszünet után Észak-Korea egyik tartománya lett. 1950-ig ugyanis a 38. szélességi foktól Délre eső része Dél-Koreához tartozott. Végül 1954. október 30-án, 559 évnyi fennállás után megszűnt, Észak- és Dél-Hvanghe (Hwanghae) tartományokra osztották fel. Székhelye Hedzsu (Haeju) volt.
A tartományt 1395-ben hozták létre, Phunghe (풍해; 豐海, P'unghae) néven, amelynek jelentése: „bőséges tenger”. 1417-ben kapta a Hvanghe (Hwanghae) nevet, ami a területén található legfontosabb városok, Hvangdzsu (황주; 黃州, Hwangju) és Hedzsu (해주; 海州, Haeju) neveinek összevonása.
Az észak-koreai hagyományok szerint a Hvanghe (Hwanghae) tartománybeliek nagyon hiszékenyek. Egy történet szerint, mikor egy japán rendőr foglyul ejtett egy csapatnyi Hvanghe (Hwanghae) tartománybelit, a fogda felé vezető úton elszundított. A foglyok szökés helyett felkeltették a foglárt, mondván „el fognak késni”.